# Dogonkiria
Dogonkiria este o comună rurală din departamentul Dogondoutchi, regiunea Dosso, Niger, cu o populație de 46.012 locuitori (2001).